# Eddy Bénézet
Eddy Bénézet, né le 14 avril 1974, est un pilote automobile français de rallycross (en Groupe N/Production).

## Biographie
Il débute dans cette discipline en 1993, sur une Renault Clio 16S.
En 1994 il est sur Renault Clio Williams, évoluant deux ans plus tard sur Renault Laguna Quadra, puis en 1997 sur Fiat Coupé 16V Turbo.
À la suite de ses trois titres acquis entre 1999 et 2000 grâce à Peugeot, il évolue après un arrêt de deux ans et demi en Division 1 sur un prototype Peugeot 206 esprit WRC, entre 2003 et 2005, effectuant encore une épreuve en 2008, quinze années après ses débuts dans sa spécialité.
En 2013 il participe régulièrement au Trophée Andros, sur Ford Fiesta du Saintéloc Racing.
(Nota Bene: son père Jean-Jacques Bénézet obtient, quant à lui, 22 victoires en championnat national de rallycross, entre 1984 et 1991. Père et fils participent encore au Tour auto "Historique" en 2013, sur Porsche 911.)

## Palmarès

### Titres
- Champion d'Europe de rallycross de Division 2, en 2000[10] (sur Peugeot 306 S16, second français après Jean-Luc Pailler en 1993);
- Champion de France de rallycross de Division 2 catégorie Production, en 1999 et 2000 (même véhicule);
  - 4e du championnat d'Europe de rallycross de Division 2, en 1999.

(Nota Bene: la Division 2 -et ses catégories Tourisme et Production- est créée en 1999. Bénézet en est le premier lauréat. À l'échelon européen constructeurs, la Peugeot 306 S16 termine vice-championne en 1999 -pour ses débuts en compétitions de cross avec les tchèques Jaroslav Kalny et Vlastimil Bohácek, les danois Gert Verstergaard et Gert Jacobse, ainsi que le suédois Ronny Larsson et E. Bénézet, derrière la Citroën Xsara-, et devient championne en 2000 avec les mêmes protagonistes, puis elle se classe encore 3e en 2001 dans sa version Maxi)

### Victoires européennes
- 2000: Essay et République tchèque (2e en Belgique; 3e au Portugal , en Suède, et aux Pays-Bas);

### Victoires nationales (en Production)
15 succès, sur trois saisons avec un intervalle libre de 5 années:

Championnat 1994 (1): Falayras;

Championnat 1999 (6): Luneville, Kerlabo, Lohéac, Mayenne, Derux et Essay 2;

Championnat 2000 (8): Essay 1, Faleyras, Ales, Essay 2, Lunéville-Chenevrières, Kerlabo, Essay 3 et Dreux.